# Edad del Hierro germánica

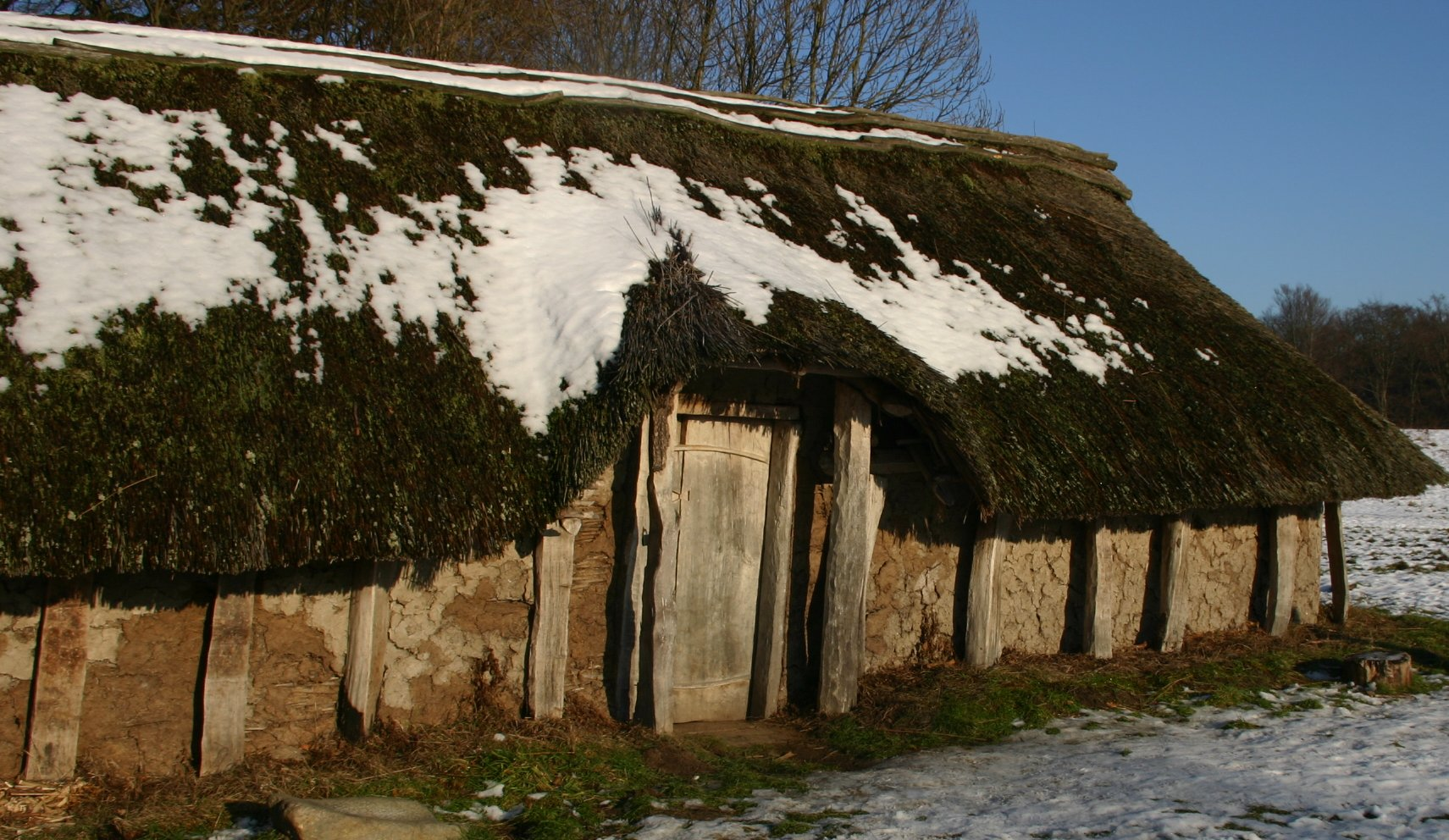
Reconstrucción de una casa de la edad del hierro germánica en Dinamarca. Museo Moesgård.

La edad del hierro germánica es un período comprendido entre los años 400 y 800, que comienza con las invasiones bárbaras, la caída del Imperio Romano de Occidente y el surgimiento de los "reinos bárbaros" en Europa Occidental. En Escandinavia, le sigue lo que se ha llamado la era de los vikingos.
Generalmente se divide en dos períodos, la edad del hierro germánica temprana (375 - 520 / 530) y la edad del hierro germánica tardía (520 / 530 - 800), conocida como la era de Vendel en Suecia y la era merovingia en Noruega.

## Edad del hierro germánica temprana

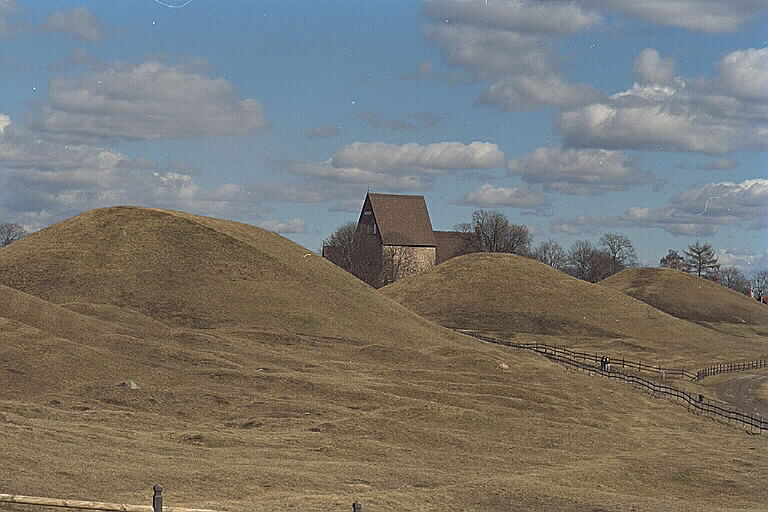
Túmulos funerarios de la Antigua Upsala en Suecia, probablemente entierros de los jefes de los primeros reinos.

Los grandes flujos migratorios germánicos ganaron en el siglo V una parte significativa de la Europa continental, al oeste y en el sur. Las principales áreas de partida pudieron ser Escandinavia, sugerida por la toponimia de godos, vándalos, suevos o burgundios. Los elementos germánicos con base en el norte de Alemania y Dinamarca (anglos, jutos y sajones) emigraron a las islas británicas entre los siglos III y VII. La arqueología constata una considerable escasez de hallazgos en Dinamarca al final de la Edad del Hierro y al comienzo de las grandes migraciones. 
La península escandinava, y particularmente Suecia, parecen tener mucha riqueza en ese momento, ya que se han descubierto tesoros considerables, como el de Tureholm que data del siglo VI (monedas de oro romanas y bizantinas, collar de oro macizo, medallones, fíbulas y bracteatos). El entierro de estas riquezas puede reflejar la inseguridad de la época. Además, se construyeron o reocuparon ciudades o fortalezas refugio (tilflugtsborg) en las costas e islas del mar Báltico (Gotland, Öland o Bornholm), sin que se pudiera determinar la naturaleza de los peligros que motivaron estas construcciones. Quizás estén en el origen de una nueva organización política y social en torno a una unidad territorial básica ocupada por un mismo clan o grupo étnico (byggd).

## Edad del hierro germánica tardía
En el siglo VII, los suiones (svears), navegantes, dominaron a los gautas (göter) del sur de Suecia. Se formó un reino teocrático con la capital en Upsala. El centro comercial, muy floreciente, estaba en Birka, en una isla en el lago Mälar, que suplantó gradualmente a Helgö a partir del 800. La dinastía de los Inglingos en Suecia afirmaba descender del dios Freyr. Los reyes noruegos de Vestfold pertenecieron a esta dinastía en el siglo IX. Están atestiguados en Suecia por el establecimiento de aldeas (topónimos en -rud, -ryd, -röd o -red) y el desarrollo de herramientas (hacha de hierro, arado con vertedera, plógr).

## Arte
Con el saqueo del antiguo Imperio Romano, una gran cantidad de oro fue traída de vuelta a Escandinavia y se utilizó para fabricar elementos como vainas de armas blancas y joyas, desarrollando así el arte de la metalurgia en esta región. Después de la caída del imperio, el oro se volvió escaso y los germani recurrieron al bronce dorado para sus artefactos, decorándolos con ornamentaciones animalísticas nórdicas. Este arte, que rompe con el estilo realista del primer período, se caracteriza por las formas complejas y entrelazadas que también marcan la época vikinga. En el siglo VII, la ornamentación con animales surgió de la influencia romana para acercarse a los estilos orientales ("arte escita” o "arte de las estepas") que los godos debieron haber aprendido en Rusia Meridional y que fue ampliamente expandido.
El cementerio pagano de Lindholm Høje, Dinamarca, que fue utilizado entre los años 400 y 1000, contiene varios cientos de tumbas de cremación en recintos de piedra en forma de barco.
Existen inscripciones rúnicas en los cuernos de oro de Gallehus, probablemente de Jutlandia Meridional y los primeros grabados rupestres de la isla de Gotland. Este arte floreció en el siglo VIII.